# أولمان فارغاس
أولمان فارغاس (بالإسبانية: Olman Vargas)‏ (15 أبريل 1985 بسان خوسيه في كوستاريكا - ) هو لاعب كرة قدم كوستاريكي في مركز الهجوم. شارك مع منتخب كوستاريكا لكرة القدم. أما مع النوادي، فقد لعب مع ديبورتيفو سابريسا وكولومبوس كرو ونادي جامعة كوستاريكا ‏ وBrujas F.C. ‏ ونادي رامونينسي وAntigua GFC ‏ وA.D. Carmelita ‏ ونادي هيريديانو.

## وصلات خارجية
- أولمان فارغاس على موقع الاتحاد الدولي (مؤرشف)  (الإنجليزية)
- أولمان فارغاس على موقع الدوري الأمريكي (الإنجليزية)
- أولمان فارغاس على موقع إي إس بي إن إف سي (الإنجليزية)
- أولمان فارغاس على موقع قاعدة بيانات كرة القدم.إي يو (الإنجليزية)
- أولمان فارغاس على موقع ناشيونال فوتبول تيمز (الإنجليزية)
- أولمان فارغاس على موقع Soccerway.com (الإنجليزية)